# فرح خان علي
فرح خان علي (بالهندية: फराह खान अली؛ بالإنجليزية: Farah Khan Ali) هي مصممة هندية ، ولدت في 28 ديسمبر 1969 في مومباي في الهند.